# جام جهانی والیبال مردان ۲۰۱۹
جام جهانی والیبال مردان ۲۰۱۹ چهاردهمین دوره از جام جهانی مردان می‌باشد که از ۱ تا ۱۵ اکتبر ۲۰۱۹ در ژاپن برگزار گردید. ژاپن برای دوازدهمین بار پیاپی از ۱۹۷۷ میزبان این رقابت بود.
این برای نخستین بار از ۱۹۸۹ بود که فدراسیون بین‌المللی والیبال (FIVB) تصمیم گرفت هیچ سهمیه‌ای را برای راه‌یابی به المپیک برای این رقابت اختصاص ندهد، به دلیل میزبانی المپیک تابستانی ۲۰۲۰ از سوی ژاپن.

## راه‌یابی
دوازده تیم برتر رده‌بندی جهانی FIVB در ۱ ژانویهٔ ۲۰۱۹ واجد شرایط برای حضور در رقابت‌های این دوره بودند (به جز ژاپن که به عنوان میزبان و لهستان که به عنوان قهرمان جهان در ۲۰۱۸ پیش از این جواز حضور را گرفته بودند).
|  | واجد شرایط جام جهانی ۲۰۱۹ |
|  | میزبان و قهرمان جهان ۲۰۱۸ |

| رتبه | تیم                 | جام جهانی ۲۰۱۵ | المپیک ۲۰۱۶ | لیگ جهانی ۲۰۱۷ | قهرمانی جهان ۲۰۱۸ | مجموع | راه‌یابی به عنوان |
| ---- | ------------------- | -------------- | ----------- | -------------- | ----------------- | ----- | ---------------- |
| ۱    | برزیل               | ۸۰             | ۱۰۰         | ۴۵             | ۹۰                | ۳۱۵   | تیم نخست CSV     |
| ۲    | ایالات متحده آمریکا | ۱۰۰            | ۸۰          | ۴۰             | ۸۰                | ۳۰۰   | تیم نخست NORCECA |
| ۳    | ایتالیا             | ۹۰             | ۹۰          | ۲۴             | ۶۲                | ۲۶    | تیم نخست CEV     |
| ۴    | لهستان              | ۸۰             | ۵۰          | ۳۲             | ۱۰۰               | ۲۶۲   | قهرمان جهان ۲۰۱۸ |
| ۵    | روسیه               | ۷۰             | ۷۰          | ۳۸             | ۵۶                | ۲۳۴   | تیم دوم CEV      |
| ۶    | کانادا              | ۳۰             | ۵۰          | ۴۲             | ۴۵                | ۱۶۷   | تیم دوم NORCECA  |
| ۷    | آرژانتین            | ۵۰             | ۵۰          | ۲۸             | ۳۳                | ۱۶۱   | تیم دوم CSV      |
| ۸    | ایران               | ۲۵             | ۵۰          | ۲۶             | ۳۶                | ۱۳۷   | تیم نخست AVC     |
| ۹    | فرانسه              | ۰              | ۳۰          | ۵۰             | ۵۰                | ۱۳۰   |                  |
| ۱۰   | صربستان             | ۰              | ۲           | ۳۸             | ۷۰                | ۱۱۰   |                  |
| ۱۱   | ژاپن                | ۴۰             | ۲           | ۲۰             | ۳۰                | ۹۲    | میزبان           |
| ۱۲   | بلژیک               | ۰              | ۱           | ۳۴             | ۴۵                | ۸۰    |                  |
| ۱۳   | مصر                 | ۵              | ۳۰          | ۱۰             | ۳۰                | ۷۵    | تیم نخست CAVB    |
| ۱۴   | بلغارستان           | ۰              | ۲           | ۳۰             | ۴۰                | ۷۲    |                  |
| ۱۵   | هلند                | ۰              | ۰           | ۱۸             | ۵۰                | ۶۸    |                  |
| ۱۶   | استرالیا            | ۵              | ۳           | ۱۹             | ۳۶                | ۶۳    | تیم دوم AVC      |
| ۱۷   | اسلوونی             | ۰              | ۰           | ۲۲             | ۴۰                | ۶۲    |                  |
| ۱۸   | کوبا                | ۰              | ۲۰          | ۰              | ۳۰                | ۵۰    |                  |
| ۱۹   | فنلاند              | ۰              | ۱           | ۱۳             | ۳۳                | ۴۷    |                  |
| ۲۰   | چین                 | ۰              | ۲           | ۱۷             | ۲۵                | ۴۴    |                  |
| ۲۱   | مکزیک               | ۰              | ۲۰          | ۶              | ۱۴                | ۴۰    |                  |
| ۲۲   | تونس                | ۵              | ۳           | ۵              | ۲۵                | ۳۸    | تیم دوم CAVB     |

### تیم‌های راه‌یافته
| کشور                | کنفدراسیون                                        | راه‌یافته به عنوان          | راه‌یافته در     | حضورهای پیشین | حضورهای پیشین | حضورهای پیشین |
| کشور                | کنفدراسیون                                        | راه‌یافته به عنوان          | راه‌یافته در     | مجموع         | نخستین        | آخرین         |
| ------------------- | ------------------------------------------------- | -------------------------- | --------------- | ------------- | ------------- | ------------- |
| ژاپن                | کنفدراسیون والیبال آسیا                           | کشور میزبان                | ۳۱ ژانویه ۲۰۱۳  | ۱۳            | ۱۹۶۵          | ۲۰۱۵          |
| لهستان              | کنفدراسیون والیبال اروپا                          | قهرمان جهان ۲۰۱۸           | ۳۰ سپتامبر ۲۰۱۸ | ۶             | ۱۹۶۵          | ۲۰۱۵          |
| ایران               | کنفدراسیون والیبال آسیا                           | رده‌بندی جهانی برای AVC     | ۱ ژانویه ۲۰۱۹   | ۳             | ۱۹۹۱          | ۲۰۱۵          |
| استرالیا            | کنفدراسیون والیبال آسیا                           | رده‌بندی جهانی برای AVC     | ۱ ژانویه ۲۰۱۹   | ۲             | ۲۰۰۷          | ۲۰۱۵          |
| مصر                 | کنفدراسیون والیبال آفریقا                         | رده‌بندی جهانی برای CAVB    | ۱ ژانویه ۲۰۱۹   | ۷             | ۱۹۷۷          | ۲۰۱۵          |
| تونس                | کنفدراسیون والیبال آفریقا                         | رده‌بندی جهانی برای CAVB    | ۱ ژانویه ۲۰۱۹   | ۸             | ۱۹۶۹          | ۲۰۱۵          |
| ایتالیا             | کنفدراسیون والیبال اروپا                          | رده‌بندی جهانی برای CEV     | ۱ ژانویه ۲۰۱۹   | ۷             | ۱۹۸۱          | ۲۰۱۵          |
| روسیه۱              | کنفدراسیون والیبال اروپا                          | رده‌بندی جهانی برای CEV     | ۱ ژانویه ۲۰۱۹   | ۱۱            | ۱۹۶۵          | ۲۰۱۵          |
| برزیل               | کنفدراسیون والیبال آمریکای جنوبی                  | رده‌بندی جهانی برای CSV     | ۱ ژانویه ۲۰۱۹   | ۱۱            | ۱۹۶۹          | ۲۰۱۱          |
| آرژانتین            | کنفدراسیون والیبال آمریکای جنوبی                  | رده‌بندی جهانی برای CSV     | ۱ ژانویه ۲۰۱۹   | ۶             | ۱۹۸۵          | ۲۰۱۵          |
| ایالات متحده آمریکا | کنفدراسیون والیبال آمریکای شمالی، مرکزی و کارائیب | رده‌بندی جهانی برای NORCECA | ۱ ژانویه ۲۰۱۹   | ۱۰            | ۱۹۷۷          | ۲۰۱۵          |
| کانادا              | کنفدراسیون والیبال آمریکای شمالی، مرکزی و کارائیب | رده‌بندی جهانی برای NORCECA | ۱ ژانویه ۲۰۱۹   | ۵             | ۱۹۷۷          | ۲۰۱۵          |

یادداشت
۱ پنج دوره حضور با عنوان اتحاد جماهیر شوروی برای روسیه در نظر گرفته شده است.

## میزبان‌ها
| موقعیت | دور یکم              | دور دوم و سوم                                     | هیروشیمافوکوئوکاناگانو · |
| ------ | -------------------- | ------------------------------------------------- | ------------------------ |
| A      | فوکوئوکا             | هیروشیما                                          | هیروشیمافوکوئوکاناگانو · |
| A      | Marine Messe Fukuoka | Hiroshima Prefectural Sports Center (Green Arena) | هیروشیمافوکوئوکاناگانو · |
| A      | گنجایش: ۸٬۵۰۰        | گنجایش: ۷٬۰۰۰                                     | هیروشیمافوکوئوکاناگانو · |
| A      |                      |                                                   | هیروشیمافوکوئوکاناگانو · |
| B      | ناگانو               | هیروشیما                                          | هیروشیمافوکوئوکاناگانو · |
| B      | White Ring           | Hiroshima Prefectural Sports Center (Sub Arena)   | هیروشیمافوکوئوکاناگانو · |
| B      | گنجایش: ۵٬۰۰۰        | گنجایش: ۱٬۲۰۰                                     | هیروشیمافوکوئوکاناگانو · |
| B      |                      |                                                   | هیروشیمافوکوئوکاناگانو · |

## فرایند رده‌بندی گروه
1. امتیاز تیم‌ها
2. در صورت تساوی، اولویت تساوی‌شکنی به ترتیب زیر خواهد بود:
  - برد مسابقه ۳–۰ یا ۳–۱: ۳ امتیاز برای برندهٔ رقابت، ۰ امتیاز برای بازندهٔ رقابت

  - برد مسابقه ۳–۲: ۲ امتیاز برای برندهٔ رقابت، ۱ امتیاز برای بازندهٔ رقابت
  - برد مسابقه با کناره‌گیری: ۳ امتیاز برای برندهٔ رقابت، ۰ امتیاز برای بازندهٔ رقابت، نتیجهٔ نهایی ۳–۰ (۲۵–۰، ۲۵–۲۵–۰،) برای برنده‌

## نتایج
- تمام زمان‌ها براساس زمان استاندارد ژاپن (یوتی‌سی ۹:۰۰+) می‌باشد.

|      |                     | بازی | بازی | امتیاز | ست  | ست   | ست    | امتیاز | امتیاز | امتیاز |
| رتبه | تیم                 | برد  | باخت | امتیاز | برد | باخت | نسبت  | برد    | باخت   | نسبت   |
| ---- | ------------------- | ---- | ---- | ------ | --- | ---- | ----- | ------ | ------ | ------ |
| ۱    | برزیل               | ۱۱   | ۰    | ۳۲     | ۳۳  | ۵    | ۶٫۶۰۰ | ۹۲۵    | ۷۵۲    | ۱٫۲۳۰  |
| ۲    | لهستان              | ۹    | ۲    | ۲۸     | ۳۰  | ۹    | ۳٫۳۳۳ | ۹۴۱    | ۷۸۷    | ۱٫۱۹۶  |
| ۳    | ایالات متحده آمریکا | ۹    | ۲    | ۲۷     | ۲۹  | ۱۲   | ۲٫۴۱۷ | ۹۶۰    | ۷۷۸    | ۱٫۲۳۴  |
| ۴    | ژاپن                | ۸    | ۳    | ۲۲     | ۲۶  | ۱۶   | ۱٫۶۲۵ | ۹۶۷    | ۹۰۲    | ۱٫۰۷۲  |
| ۵    | آرژانتین            | ۶    | ۵    | ۱۹     | ۲۴  | ۲۰   | ۱٫۲۰۰ | ۹۸۴    | ۹۶۹    | ۱٫۰۱۵  |
| ۶    | روسیه               | ۵    | ۶    | ۱۵     | ۲۰  | ۲۳   | ۰٫۸۷۰ | ۹۳۹    | ۹۶۱    | ۰٫۹۷۷  |
| ۷    | ایتالیا             | ۵    | ۶    | ۱۴     | ۱۹  | ۲۲   | ۰٫۸۶۴ | ۹۰۳    | ۹۰۴    | ۰٫۹۹۹  |
| ۸    | ایران               | ۴    | ۷    | ۱۲     | ۱۹  | ۲۵   | ۰٫۷۶۰ | ۹۶۵    | ۱٬۰۴۲  | ۰٫۹۲۶  |
| ۹    | کانادا              | ۴    | ۷    | ۱۲     | ۱۹  | ۲۸   | ۰٫۶۷۹ | ۹۷۶    | ۱٬۰۵۸  | ۰٫۹۲۲  |
| ۱۰   | مصر                 | ۲    | ۹    | ۸      | ۱۵  | ۲۹   | ۰٫۵۱۷ | ۹۲۷    | ۱٬۰۲۵  | ۰٫۹۰۴  |
| ۱۱   | استرالیا            | ۲    | ۹    | ۵      | ۹   | ۲۹   | ۰٫۳۱۰ | ۷۹۰    | ۹۰۴    | ۰٫۸۷۴  |
| ۱۲   | تونس                | ۱    | ۱۰   | ۴      | ۶   | ۳۱   | ۰٫۱۹۴ | ۶۹۶    | ۸۹۱    | ۰٫۷۸۱  |

### دور یکم

#### موقعیت A – فوکوئوکا
| تاریخ   | ساعت  |                     | امتیاز |                     | ست ۱  | ست ۲  | ست ۳  | ست ۴  | ست ۵  | مجموع   | گزارش  |
| ------- | ----- | ------------------- | ------ | ------------------- | ----- | ----- | ----- | ----- | ----- | ------- | ------ |
| ۱ اکتبر | ۱۲:۳۰ | آرژانتین            | ۳–۲    | ایالات متحده آمریکا | ۲۵–۲۱ | ۲۵–۲۰ | ۱۹–۲۵ | ۲۱–۲۵ | ۱۵–۱۲ | ۱۰۵–۱۰۳ | Report |
| ۱ اکتبر | ۱۵:۰۰ | لهستان              | ۳–۰    | تونس                | ۲۵–۱۶ | ۲۵–۲۳ | ۲۵–۱۲ |       |       | ۷۵–۵۱   | Report |
| ۱ اکتبر | ۱۹:۲۰ | ژاپن                | ۳–۰    | ایتالیا             | ۲۵–۱۷ | ۲۵–۱۹ | ۲۵–۲۱ |       |       | ۷۵–۵۷   | Report |
| ۲ اکتبر | ۱۲:۳۰ | تونس                | ۱–۳    | آرژانتین            | ۱۹–۲۵ | ۱۸–۲۵ | ۲۵–۲۳ | ۱۴–۲۵ |       | ۷۶–۹۸   | Report |
| ۲ اکتبر | ۱۵:۰۰ | ایتالیا             | ۱–۳    | ایالات متحده آمریکا | ۲۵–۱۹ | ۱۹–۲۵ | ۱۴–۲۵ | ۱۹–۲۵ |       | ۷۷–۹۴   | Report |
| ۲ اکتبر | ۱۹:۲۰ | لهستان              | ۳–۱    | ژاپن                | ۲۵–۲۳ | ۲۵–۱۷ | ۱۹–۲۵ | ۲۵–۱۷ |       | ۹۴–۸۲   | Report |
| ۴ اکتبر | ۱۲:۳۰ | آرژانتین            | ۲–۳    | ایتالیا             | ۲۸–۲۶ | ۲۵–۱۷ | ۱۲–۲۵ | ۱۸–۲۵ | ۱۰–۱۵ | ۹۳–۱۰۸  | Report |
| ۴ اکتبر | ۱۵:۰۰ | ایالات متحده آمریکا | ۳–۱    | لهستان              | ۲۵–۱۹ | ۲۵–۲۰ | ۲۴–۲۶ | ۲۷–۲۵ |       | ۱۰۱–۹۰  | Report |
| ۴ اکتبر | ۱۹:۲۰ | ژاپن                | ۳–۰    | تونس                | ۲۵–۲۳ | ۲۵–۲۱ | ۲۵–۱۱ |       |       | ۷۵–۵۵   | Report |
| ۵ اکتبر | ۱۲:۳۰ | لهستان              | ۳–۱    | آرژانتین            | ۲۷–۲۹ | ۲۵–۱۷ | ۲۵–۱۸ | ۲۶–۲۴ |       | ۱۰۳–۸۸  | Report |
| ۵ اکتبر | ۱۵:۰۰ | تونس                | ۰–۳    | ایتالیا             | ۱۹–۲۵ | ۲۱–۲۵ | ۱۸–۲۵ |       |       | ۵۸–۷۵   | Report |
| ۵ اکتبر | ۱۹:۲۰ | ژاپن                | ۰–۳    | ایالات متحده آمریکا | ۱۹–۲۵ | ۱۹–۲۵ | ۲۱–۲۵ |       |       | ۵۹–۷۵   | Report |
| ۶ اکتبر | ۱۲:۳۰ | ایتالیا             | ۰–۳    | لهستان              | ۱۸–۲۵ | ۱۸–۲۵ | ۲۲–۲۵ |       |       | ۵۸–۷۵   | Report |
| ۶ اکتبر | ۱۵:۰۰ | ایالات متحده آمریکا | ۳–۰    | تونس                | ۲۵–۱۰ | ۲۵–۱۸ | ۲۵–۱۷ |       |       | ۷۵–۴۵   | Report |
| ۶ اکتبر | ۱۹:۲۰ | آرژانتین            | ۱–۳    | ژاپن                | ۱۹–۲۵ | ۲۰–۲۵ | ۲۸–۲۶ | ۲۲–۲۵ |       | ۸۹–۱۰۱  | Report |

#### موقعیت B – ناگانو
| تاریخ   | ساعت  |          | امتیاز |          | ست ۱  | ست ۲  | ست ۳  | ست ۴  | ست ۵  | مجموع   | گزارش  |
| ------- | ----- | -------- | ------ | -------- | ----- | ----- | ----- | ----- | ----- | ------- | ------ |
| ۱ اکتبر | ۱۱:۰۰ | استرالیا | ۱–۳    | مصر      | ۲۲–۲۵ | ۲۵–۲۱ | ۲۳–۲۵ | ۱۸–۲۵ |       | ۸۸–۹۶   | Report |
| ۱ اکتبر | ۱۴:۰۰ | روسیه    | ۳–۱    | ایران    | ۲۵–۲۱ | ۲۵–۱۸ | ۲۴–۲۶ | ۲۵–۲۲ |       | ۹۹–۸۷   | Report |
| ۱ اکتبر | ۱۸:۰۰ | برزیل    | ۳–۰    | کانادا   | ۲۵–۱۴ | ۲۵–۲۲ | ۲۵–۱۴ |       |       | ۷۵–۵۰   | Report |
| ۲ اکتبر | ۱۱:۰۰ | مصر      | ۳–۱    | ایران    | ۲۲–۲۵ | ۲۶–۲۴ | ۲۵–۱۸ | ۲۶–۲۴ |       | ۹۹–۹۱   | Report |
| ۲ اکتبر | ۱۴:۰۰ | کانادا   | ۲–۳    | روسیه    | ۲۵–۲۳ | ۲۵–۱۶ | ۱۷–۲۵ | ۲۳–۲۵ | ۱۰–۱۵ | ۱۰۰–۱۰۴ | Report |
| ۲ اکتبر | ۱۸:۰۰ | استرالیا | ۰–۳    | برزیل    | ۱۵–۲۵ | ۲۰–۲۵ | ۱۷–۲۵ |       |       | ۵۲–۷۵   | Report |
| ۴ اکتبر | ۱۱:۰۰ | ایران    | ۳–۱    | کانادا   | ۱۸–۲۵ | ۲۵–۲۳ | ۲۷–۲۵ | ۲۵–۱۹ |       | ۹۵–۹۲   | Report |
| ۴ اکتبر | ۱۴:۰۰ | روسیه    | ۲–۳    | استرالیا | ۱۶–۲۵ | ۲۵–۲۲ | ۲۸–۲۶ | ۲۱–۲۵ | ۱۲–۱۵ | ۱۰۲–۱۱۳ | Report |
| ۴ اکتبر | ۱۸:۰۰ | برزیل    | ۳–۱    | مصر      | ۲۵–۱۹ | ۲۱–۲۵ | ۲۵–۱۹ | ۲۵–۲۲ |       | ۹۶–۸۵   | Report |
| ۵ اکتبر | ۱۱:۰۰ | مصر      | ۲–۳    | کانادا   | ۲۵–۲۷ | ۲۵–۲۷ | ۲۵–۱۶ | ۲۵–۲۲ | ۹–۱۵  | ۱۰۹–۱۰۷ | Report |
| ۵ اکتبر | ۱۴:۰۰ | برزیل    | ۳–۰    | روسیه    | ۲۵–۱۶ | ۲۵–۲۲ | ۲۵–۲۲ |       |       | ۷۵–۶۰   | Report |
| ۵ اکتبر | ۱۷:۰۰ | استرالیا | ۱–۳    | ایران    | ۲۲–۲۵ | ۲۵–۱۸ | ۱۸–۲۵ | ۲۵–۲۷ |       | ۹۰–۹۵   | Report |
| ۶ اکتبر | ۱۱:۰۰ | روسیه    | ۳–۱    | مصر      | ۲۵–۱۹ | ۲۱–۲۵ | ۲۵–۱۹ | ۲۵–۲۱ |       | ۹۶–۸۴   | Report |
| ۶ اکتبر | ۱۴:۰۰ | ایران    | ۱–۳    | برزیل    | ۲۷–۲۵ | ۲۱–۲۵ | ۲۵–۲۷ | ۲۲–۲۵ |       | ۹۵–۱۰۲  | Report |
| ۶ اکتبر | ۱۷:۰۰ | کانادا   | ۳–۱    | استرالیا | ۱۸–۲۵ | ۲۸–۲۶ | ۲۵–۲۰ | ۲۵–۲۲ |       | ۹۶–۹۳   | Report |

### دور دوم

#### موقعیت A – هیروشیما
| تاریخ    | ساعت  |         | امتیاز |          | ست ۱  | ست ۲  | ست ۳  | ست ۴  | ست ۵  | مجموع   | گزارش  |
| -------- | ----- | ------- | ------ | -------- | ----- | ----- | ----- | ----- | ----- | ------- | ------ |
| ۹ اکتبر  | ۱۲:۳۰ | ایتالیا | ۳–۰    | مصر      | ۲۵–۱۹ | ۲۵–۲۱ | ۲۵–۲۲ |       |       | ۷۵–۶۲   | Report |
| ۹ اکتبر  | ۱۵:۰۰ | لهستان  | ۳–۱    | روسیه    | ۲۵–۲۷ | ۲۵–۲۱ | ۲۵–۱۸ | ۲۵–۲۲ |       | ۱۰۰–۸۸  | Report |
| ۹ اکتبر  | ۱۹:۲۰ | ژاپن    | ۳–۰    | استرالیا | ۲۵–۱۷ | ۲۵–۲۲ | ۲۵–۲۲ |       |       | ۷۵–۶۱   | Report |
| ۱۰ اکتبر | ۱۲:۳۰ | لهستان  | ۳–۰    | مصر      | ۲۵–۱۹ | ۲۵–۱۸ | ۲۵–۱۶ |       |       | ۷۵–۵۳   | Report |
| ۱۰ اکتبر | ۱۵:۰۰ | ایتالیا | ۳–۰    | استرالیا | ۳۰–۲۸ | ۲۵–۱۳ | ۲۵–۲۲ |       |       | ۸۰–۶۳   | Report |
| ۱۰ اکتبر | ۱۹:۲۰ | ژاپن    | ۳–۱    | روسیه    | ۲۵–۲۲ | ۲۱–۲۵ | ۲۵–۲۲ | ۲۵–۱۶ |       | ۹۶–۸۵   | Report |
| ۱۱ اکتبر | ۱۲:۳۰ | لهستان  | ۳–۰    | استرالیا | ۲۵–۱۸ | ۲۵–۲۰ | ۲۵–۹  |       |       | ۷۵–۴۷   | Report |
| ۱۱ اکتبر | ۱۵:۰۰ | ایتالیا | ۱–۳    | روسیه    | ۲۵–۱۳ | ۲۵–۲۷ | ۲۶–۲۸ | ۱۲–۲۵ |       | ۸۸–۹۳   | Report |
| ۱۱ اکتبر | ۱۹:۲۰ | ژاپن    | ۳–۲    | مصر      | ۲۵–۱۴ | ۱۸–۲۵ | ۲۵–۲۳ | ۲۸–۳۰ | ۱۵–۱۳ | ۱۱۱–۱۰۵ | Report |

#### موقعیت B – هیروشیما
| تاریخ    | ساعت  |                     | امتیاز |        | ست ۱  | ست ۲  | ست ۳  | ست ۴  | ست ۵  | مجموع   | گزارش  |
| -------- | ----- | ------------------- | ------ | ------ | ----- | ----- | ----- | ----- | ----- | ------- | ------ |
| ۹ اکتبر  | ۱۱:۰۰ | تونس                | ۲–۳    | کانادا | ۲۰–۲۵ | ۲۵–۲۰ | ۲۷–۲۹ | ۲۵–۲۰ | ۱۲–۱۵ | ۱۰۹–۱۰۹ | Report |
| ۹ اکتبر  | ۱۴:۰۰ | آرژانتین            | ۰–۳    | برزیل  | ۱۹–۲۵ | ۱۹–۲۵ | ۲۴–۲۶ |       |       | ۶۲–۷۶   | Report |
| ۹ اکتبر  | ۱۸:۰۰ | ایالات متحده آمریکا | ۳–۱    | ایران  | ۲۵–۱۸ | ۲۲–۲۵ | ۲۵–۱۸ | ۲۵–۱۲ |       | ۹۷–۷۳   | Report |
| ۱۰ اکتبر | ۱۱:۰۰ | آرژانتین            | ۳–۰    | کانادا | ۲۵–۱۶ | ۲۵–۲۲ | ۲۵–۲۰ |       |       | ۷۵–۵۸   | Report |
| ۱۰ اکتبر | ۱۴:۰۰ | تونس                | ۰–۳    | ایران  | ۲۴–۲۶ | ۱۷–۲۵ | ۲۲–۲۵ |       |       | ۶۳–۷۶   | Report |
| ۱۰ اکتبر | ۱۸:۰۰ | ایالات متحده آمریکا | ۰–۳    | برزیل  | ۲۳–۲۵ | ۲۲–۲۵ | ۱۷–۲۵ |       |       | ۶۲–۷۵   | Report |
| ۱۱ اکتبر | ۱۱:۰۰ | آرژانتین            | ۲–۳    | ایران  | ۲۵–۲۷ | ۲۵–۲۳ | ۲۵–۱۹ | ۱۷–۲۵ | ۱۰–۱۵ | ۱۰۲–۱۰۹ | Report |
| ۱۱ اکتبر | ۱۴:۰۰ | تونس                | ۰–۳    | برزیل  | ۱۷–۲۵ | ۱۴–۲۵ | ۱۳–۲۵ |       |       | ۴۴–۷۵   | Report |
| ۱۱ اکتبر | ۱۸:۰۰ | ایالات متحده آمریکا | ۳–۲    | کانادا | ۲۱–۲۵ | ۲۵–۱۱ | ۲۰–۲۵ | ۲۵–۱۹ | ۱۵–۱۳ | ۱۰۶–۹۳  | Report |

### دور سوم

#### موقعیت A – هیروشیما
| تاریخ    | ساعت  |         | امتیاز |        | ست ۱  | ست ۲  | ست ۳  | ست ۴  | ست ۵  | مجموع   | گزارش  |
| -------- | ----- | ------- | ------ | ------ | ----- | ----- | ----- | ----- | ----- | ------- | ------ |
| ۱۳ اکتبر | ۱۲:۳۰ | ایتالیا | ۲–۳    | کانادا | ۲۵–۱۹ | ۱۷–۲۵ | ۲۵–۱۵ | ۲۳–۲۵ | ۱۶–۱۸ | ۱۰۶–۱۰۲ | Report |
| ۱۳ اکتبر | ۱۵:۰۰ | لهستان  | ۲–۳    | برزیل  | ۲۵–۱۹ | ۲۳–۲۵ | ۱۹–۲۵ | ۲۵–۱۶ | ۱۱–۱۵ | ۱۰۳–۱۰۰ | Report |
| ۱۳ اکتبر | ۱۹:۲۰ | ژاپن    | ۳–۱    | ایران  | ۲۵–۱۶ | ۲۶–۲۸ | ۲۵–۱۳ | ۲۵–۲۱ |       | ۱۰۱–۷۸  | Report |
| ۱۴ اکتبر | ۱۲:۳۰ | لهستان  | ۳–۰    | کانادا | ۲۵–۲۳ | ۲۶–۲۴ | ۲۵–۲۰ |       |       | ۷۶–۶۷   | Report |
| ۱۴ اکتبر | ۱۵:۰۰ | ایتالیا | ۳–۲    | ایران  | ۲۵–۲۷ | ۲۷–۲۹ | ۳۰–۲۸ | ۲۵–۱۷ | ۱۵–۱۳ | ۱۲۲–۱۱۴ | Report |
| ۱۴ اکتبر | ۱۹:۲۰ | ژاپن    | ۱–۳    | برزیل  | ۱۷–۲۵ | ۲۶–۲۴ | ۱۴–۲۵ | ۲۵–۲۷ |       | ۸۲–۱۰۱  | Report |
| ۱۵ اکتبر | ۱۲:۳۰ | لهستان  | ۳–۰    | ایران  | ۲۵–۱۸ | ۲۵–۱۸ | ۲۵–۱۶ |       |       | ۷۵–۵۲   | Report |
| ۱۵ اکتبر | ۱۵:۰۰ | ایتالیا | ۰–۳    | برزیل  | ۲۰–۲۵ | ۲۲–۲۵ | ۱۵–۲۵ |       |       | ۵۷–۷۵   | Report |
| ۱۵ اکتبر | ۱۹:۲۰ | ژاپن    | ۳–۲    | کانادا | ۲۲–۲۵ | ۲۵–۲۰ | ۲۵–۲۳ | ۲۳–۲۵ | ۱۵–۹  | ۱۱۰–۱۰۲ | Report |

#### موقعیت B – هیروشیما
| تاریخ    | ساعت  |                     | امتیاز |          | ست ۱  | ست ۲  | ست ۳  | ست ۴  | ست ۵ | مجموع  | گزارش  |
| -------- | ----- | ------------------- | ------ | -------- | ----- | ----- | ----- | ----- | ---- | ------ | ------ |
| ۱۳ اکتبر | ۱۱:۰۰ | آرژانتین            | ۳–۱    | روسیه    | ۲۵–۲۳ | ۲۵–۲۳ | ۲۱–۲۵ | ۲۵–۱۶ |      | ۹۶–۸۷  | Report |
| ۱۳ اکتبر | ۱۴:۰۰ | ایالات متحده آمریکا | ۳–۰    | استرالیا | ۲۵–۱۴ | ۲۵–۱۳ | ۲۵–۱۶ |       |      | ۷۵–۴۳  | Report |
| ۱۳ اکتبر | ۱۷:۰۰ | تونس                | ۳–۱    | مصر      | ۲۵–۲۳ | ۱۴–۲۵ | ۲۵–۱۷ | ۲۵–۱۸ |      | ۸۹–۸۳  | Report |
| ۱۴ اکتبر | ۱۱:۰۰ | ایالات متحده آمریکا | ۳–۰    | روسیه    | ۲۵–۲۳ | ۲۵–۱۱ | ۲۵–۱۶ |       |      | ۷۵–۵۰  | Report |
| ۱۴ اکتبر | ۱۴:۰۰ | آرژانتین            | ۳–۱    | مصر      | ۲۵–۲۷ | ۲۵–۱۷ | ۲۵–۲۲ | ۲۵–۱۷ |      | ۱۰۰–۸۳ | Report |
| ۱۴ اکتبر | ۱۷:۰۰ | تونس                | ۰–۳    | استرالیا | ۲۱–۲۵ | ۱۷–۲۵ | ۲۱–۲۵ |       |      | ۵۹–۷۵  | Report |
| ۱۵ اکتبر | ۱۱:۰۰ | ایالات متحده آمریکا | ۳–۱    | مصر      | ۲۲–۲۵ | ۲۵–۱۶ | ۲۵–۱۴ | ۲۵–۱۳ |      | ۹۷–۶۸  | Report |
| ۱۵ اکتبر | ۱۴:۰۰ | تونس                | ۰–۳    | روسیه    | ۱۶–۲۵ | ۱۶–۲۵ | ۱۵–۲۵ |       |      | ۴۷–۷۵  | Report |
| ۱۵ اکتبر | ۱۸:۰۰ | آرژانتین            | ۳–۰    | استرالیا | ۲۵–۲۰ | ۲۵–۲۱ | ۲۶–۲۴ |       |      | ۷۶–۶۵  | Report |

## رده‌بندی نهایی
| رتبه | تیم                 |
| ---- | ------------------- |
| 1    | برزیل               |
| 2    | لهستان              |
| 3    | ایالات متحده آمریکا |
| ۴    | ژاپن                |
| ۵    | آرژانتین            |
| ۶    | روسیه               |
| ۷    | ایتالیا             |
| ۸    | ایران               |
| ۹    | کانادا              |
| ۱۰   | مصر                 |
| ۱۱   | استرالیا            |
| ۱۲   | تونس                |

| قهرمان جام جهانی مردان ۲۰۱۹ |
| --------------------------- |
| · برزیل · سومین عنوان       |

| فهرست ۱۴ نفره |
| برونو رزنده (c)، ایزاک سانتوس، مائوریسیو بورژس سیلوا، Fernando Kreling، Yoandy Leal، داگلاس سوزا، مائوریسیو سوزا، لوکاس ساتکمپ، Thales Hoss، ریکاردو لوکارلی، Felipe Roque، Alan Souza، Maique Nascimento، Flávio Gualberto |
| سرمربی |
| رنان دال زوتو |

## جوایز
| - باارزش‌ترین بازیکن Alan Souza - بهترین پاس دهنده میکا کریستنسون - بهترین آبشار زننده پشت خط ویلفردو لئون یوکی ایشیکاوا | - بهترین دفاع کننده میانی ماکسول هولت لوکاس ساتکمپ - بهترین آبشار زننده قطر پاسور Yūji Nishida - بهترین بازیکن آزاد Thales Hoss |